# ロバート・ブール・マルクス

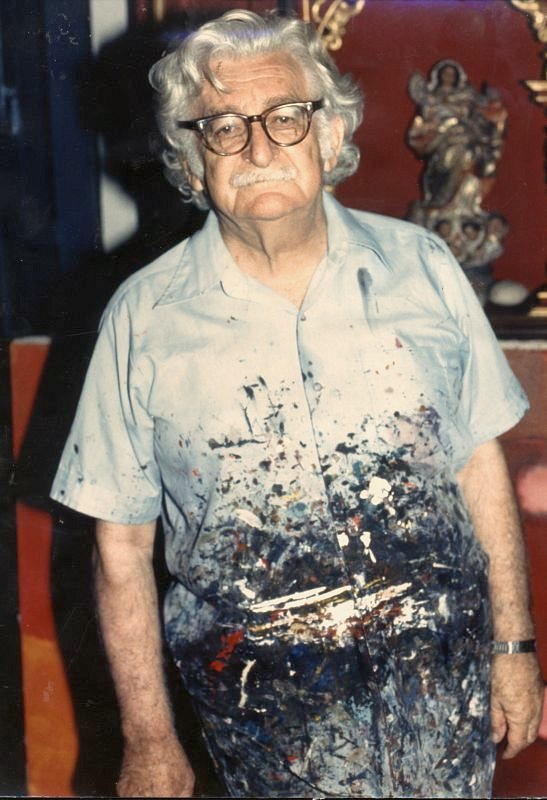
1981年のロバート・ブール・マルクス

ロバート・ブール・マルクス（ホベルト・ブルレ・マルクス、Roberto Burle Marx、1909年8月4日 - 1994年6月4日） は、ドイツ系ブラジル人の造園家、環境デザイナー（ランドスケープアーキテクト）。なおロバートは英語読みであり、ブラジルポルトガル語に従えば、Robertoは、ホベゥト（一般的な表記はホベルト）と読むのが通例となる。
画家・芸術家として、さらに生態学者やナチュラリストとして公園や庭園デザイン分野で活躍し世界的に有名となる。
彼の作品は世界各地に点在しているが、彼自身は彼の主な作品が置かれているリオデジャネイロで彼の人生の大部分を過ごした。
彼の最初のパブリックガーデンプロジェクトは、彼の母親の故郷であるレシフェにあるPraça de Casa Forte。これはレシフェにおいて国立歴史芸術遺産協会（Iphan）によって登録された造園家による6つの広場のうちの1つ。
彼のフリーフォームは、自然地形に呼応していない、地形からの特徴からではなく、美術作品からのインスピレーションである。また舗装路で多用した曲線パターンは、ブラジルの伝統的文様をモチーフとしている。

## 生涯
1909年8月4日サンパウロで、フランスにルーツを持つペルナンブコ出身の母レベッカ・セシリア・ブールとシュトゥットガルトで生まれ、トリーアで育ったドイツ系ユダヤ人の父ヴィルヘルム・マルクスの間に4番目の子のとして生まれる。

### リオデジャネイロに

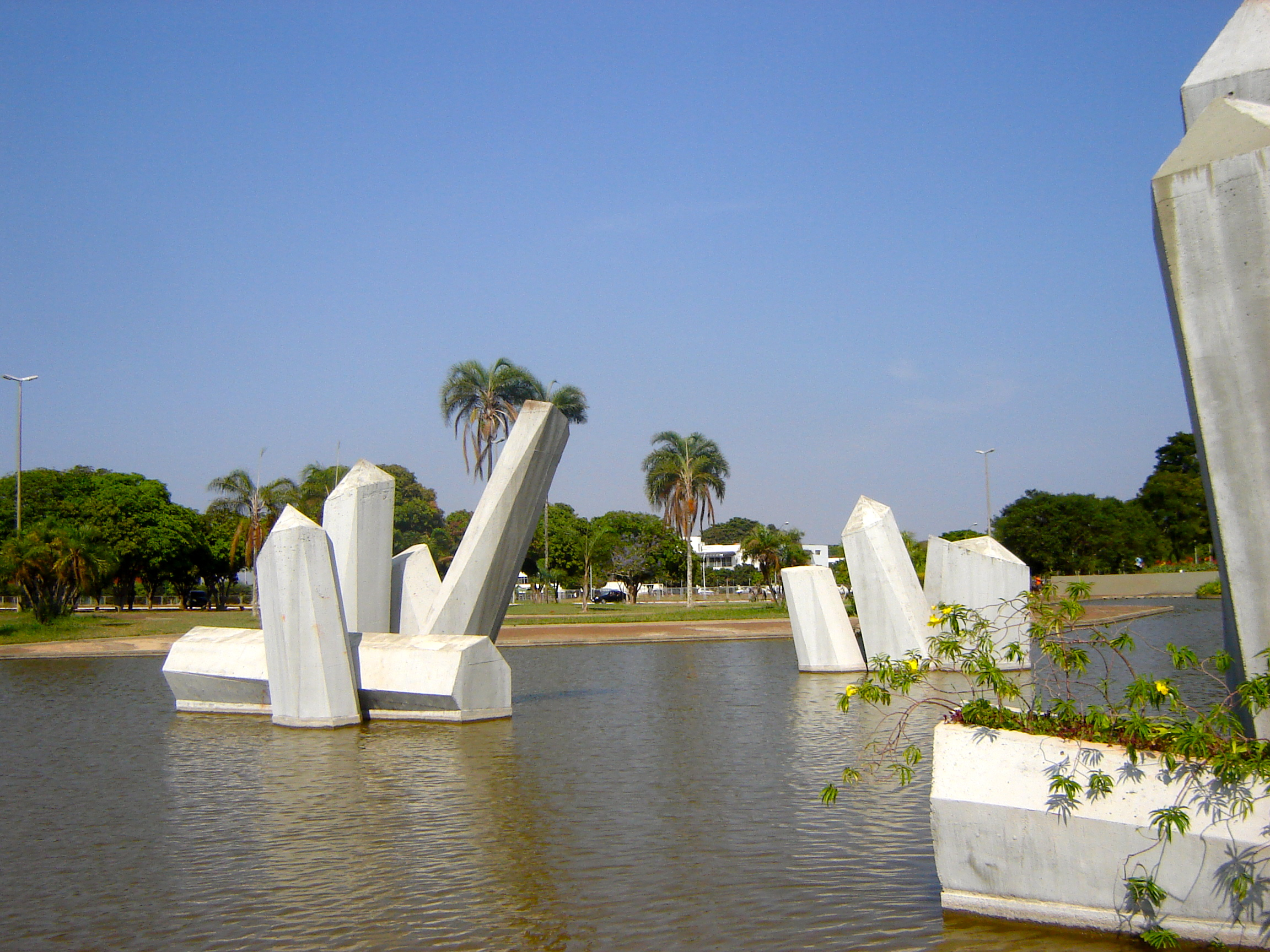
ブラジリアの水晶の広場、ロバート・ブール・マルクスの風景画

父のビジネスがサンパウロでは失敗し1913年にリオ・デ・ジャネイロに引っ越すことを決め、父ヴィルヘルムの新しい輸出入会社が軌道に乗り始めた後にレメに引っ越す。その家では当時8歳のロバートが自分で植物のコレクションを始め、苗木を育てはじめた。

### ドイツの時代
19歳の時、ロバートは目に問題があり、家族は治療を求めてドイツに。彼らは1928年から1929年までドイツに留まり、そこで芸術的な先駆者たちと接触。さらに彼はブラジルの植生を維持している温室のある植物園に出会う。
彼が訪れた様々な展覧会、そして最も重要な展覧会の中には、パブロ・ピカソ、アンリ・マティス、ポール・クレー、ヴィンセント・ヴァン・ゴッホの展覧会もあり、彼に大きな印象を与え、絵画の道に行く決断に導いた。

### 美術教育（ファインアート）
ドイツ滞在中、ロバートはDegner Klemnのスタジオで絵を学ぶ。さらにドイツ・ベルリンに渡るが、絵の勉強の一方でベルリン＝ダーレム植物園などに頻繁に訪れ、原生植物について学んでいく。1930年にリオデジャネイロに帰国し、彼の友人であり隣人であったルシオ・コスタから国立美術学校、現在はリオデジャネイロ連邦大学の美術学校に入学するように勧められた。こうして、レオ・プッツ、ルシオ・コスタらに学び、さらにブラジルの近代建築界で有名な人々、オスカー・ニーマイヤー、エリオ・ウコーア、ミルトン・ロベルトなどと共に大学で暮らしていた。
1932年には学内審査会で金賞を受賞する。
その後生まれ故郷サンパウロに戻ったマルクスはさっそく、自宅やその周辺の植物の収集を始めだし、熱帯原産の植物に合うよう土壌を改良して、欧州スタイルの緑豊かな庭園に仕上げている。1932年、最初の作品、マルクス自邸が生み出される。

### レシフェでの造園の始まり

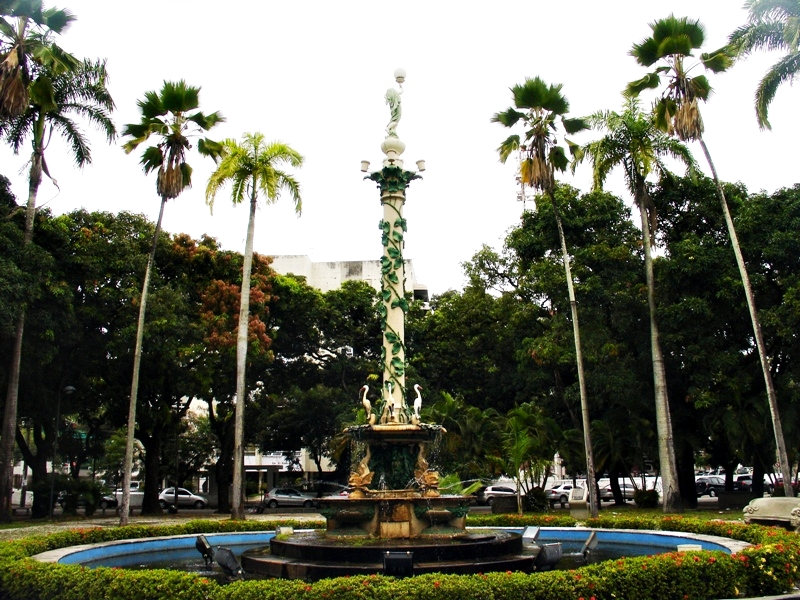
ロバート・ブール・マルクスによって設計されたレシフェの広場の1つであるEntroncamento広場。

ブール・マルクスによって考案された最初のパブリックガーデンプロジェクトは、1934年にレシフェにあるPlaza de Casa Forteである。同年、彼はペルナンブコ建築都市局の公園庭園所長に就任し、そこで10か所以上の広場を設計した。その地位の上で彼は天然の植生を大いに活用することで有名になり始め、Edificio Gustavo Capanema(当時の文部科学省)の庭園の設計にも招待される。1935年にエウクリッド・ダ・クーニャ広場（プラサ・ド・インテルナツィオナーレ、マダレナサボテン）を設計する。このとき、彼は一緒にモダニズム建築運動のグループにいたルイス・ヌネス（建築・建設委員会、およびアッティリオコレアリマ市都市計画責任者）やマリオ・メロらと、ジルベルト・フレイレなどの感覚を手本にした。1937年にはレシフェの最初のエコロジカルパークを手掛けた。

### 破裂と現代性

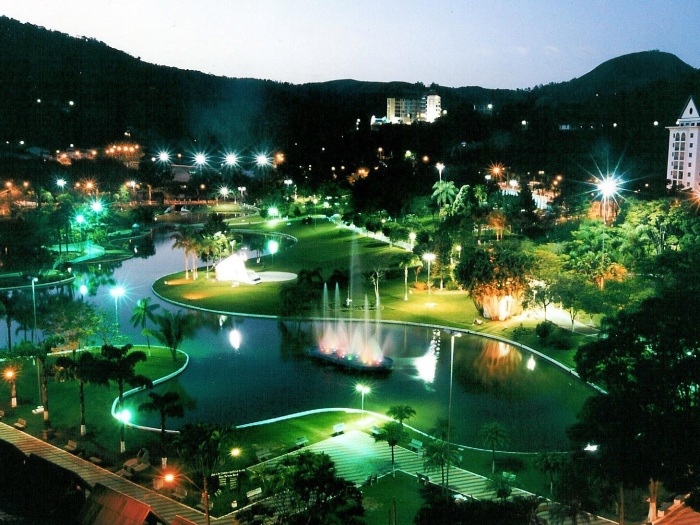
ロバート・ブール・マルクスの造園プロジェクト、サンパウロのアデマル・デ・バロス広場のアグアス・デ・リンドイア

その後のブラジル近代建築方面への参加も彼にとっては必然なことであり、いくつかの有名なプロジェクトを担当するチームで活動していく。Edifiicio Gustavo Capanema用に設計されたガーデンテラスは、ブラジルの造園における代表的な作品と見なされている。先住民族の植生としなやかな形で表されたこの庭園は、国内でも世界でも前例のない形式をもっていた。
そこから、ロバートは自身を非常にアーティスティックのような先駆者と識別し、非常に有機的および進化的言語で、とりわけ抽象芸術、具体美術、構成主義に依拠して作品を展開。彼らのプロジェクトの下地は、しばしば抽象的なキャンバスに似ており、そこでは作られたスペースは自然の植生の要素を備えた道を彷彿とさせる。
1949年、収集した庭園用植物のコレクション保存用にリオデジャネイロ郊外バーラデ・グワラティーバに36万5千平方メートルもの土地を取得。のちに寄贈され、ブラジル政府はこれを1985年に国定記念物に指定する。

## 年表
- 1909年 - 8月4日、サンパウロで生まれる。
- 1913年 - 家族と共にリオデジャネイロに移住。
- 1928年〜1929年 - 家族と一緒にドイツへ。
- 1930年〜1934年 - 国立美術学校 (現在のリオデジャネイロ連邦大学美術学校) に入学。
- 1932年 - リオデジャネイロでシュワルツ家邸宅の造園を手掛ける。(最初の造園プロジェクト)
- 1934年 - レシフェで公園委員会やガーデンオブを引き受け、公共の広場や庭園をデザインする。
- 1935年 - 現在のグスタボ・カパネマ宮殿の庭園のランドスケープデザインに参加。
- 1937年 - レシフェの最初のエコロジカルパークを創設。
- 1944年 - サンパウロのEdifício Prudênciaのエントランスホール・タイル模様を手掛ける[7][8]。
- 1949年 - リオデジャネイロに365,000平方メートルの敷地を取得。
- 1950年 - プロジェクト　ベネズエラ カラカスにあるGeneralisimo Francisco de Miranda Park。
- 1953年 - ブラジル大学リオデジャネイロ大学都市の庭園を計画。
- 1953年 - ベロオリゾンテのパンプーリャ空港の庭園を計画。
- 1954年 - BalneárioMunicipal de Aguas de Lindia、SP の造園。
- 1954年 - サンパウロ州サンパウロのイビラプエラ公園の造園プロジェクト（中断）。
- 1955年 - 環境デザインのスタジオを設立する。
- 1955年 - リオデジャネイロ近代美術館（英語版）の設計プロジェクトに参加。
- 1960年 -フロリアノーポリス牧師館の建物に位置する サンタカタリーナ連邦大学の広場設計。
- 1961年 - ブラジリアのエイショ・モヌメンタル（ポルトガル語版）の造園プロジェクト。
- 1961年 - リオデジャネイロでのAterro do Flamengoの造園。
- 1968年 - ワシントンD.C.にあるブラジル大使館の造園。
- 1970年 - カルナック宮殿の造園。
- 1971年 - フロリアノポリス南部湾岸の埋立地造園計画。
- 1971年 - リオ・ブランコ勲章（ポルトガル語版）を受賞。
- 1982年 - ハーグ王立芸術アカデミー（オランダ）の名誉博士賞を受賞。
- 1982年 - ロンドンの王立芸術大学の名誉博士賞を受賞。
- 1983年 - パリ、ラ・ヴィレット公園設計者選定コンペティションでは、審査委員長を務める。
- 1985年 - Guaratibaの自宅敷地にある植物コレクションを国立芸術のための遺産研究所(通称IPHAN) に寄贈。
- 1990年 - イパチンガ / MGのイパネマ公園の造園計画。
- 1994年 - 6月4日にリオデジャネイロで亡くなる。生涯を通じて2,000を超える庭園を設計。

## 主要作品

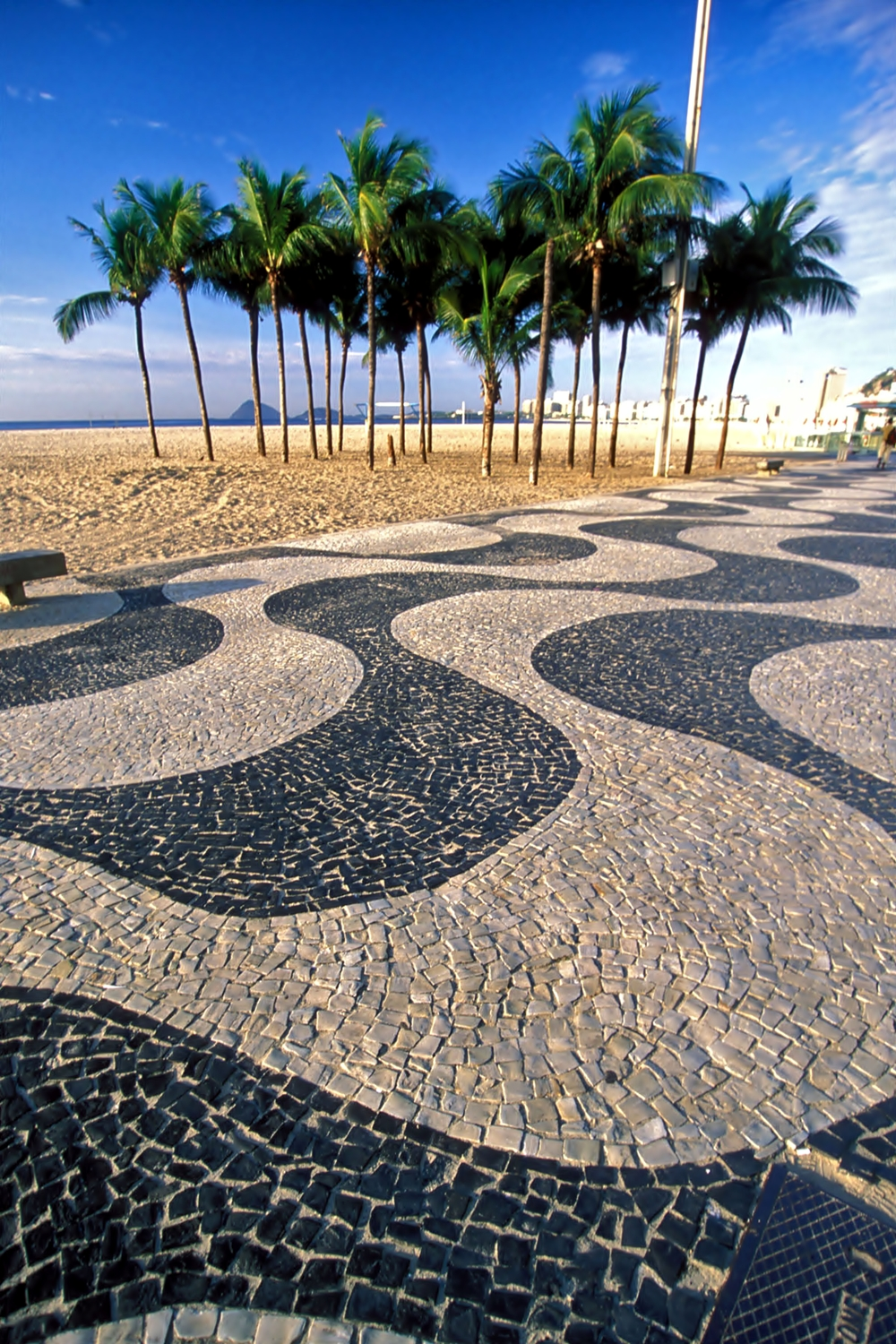
コパカバーナのプロムナード

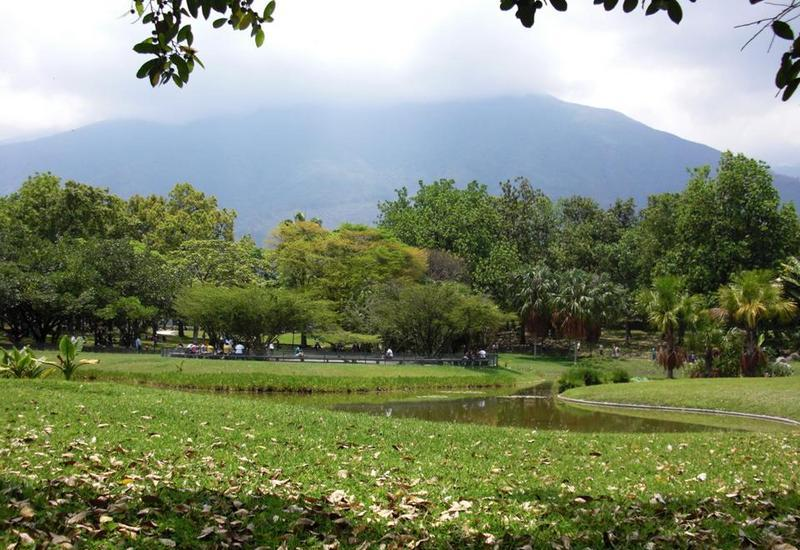
カラカスのエステ公園

Selon Vaccarinoによると、マルクスの仕事は4つのコンセプトに要約できるという ：「一般的なデザインの構造要素としての固有の熱帯植物の活用、オープンスペースのデザインにおける対称パターンの打破、舗装のカラフルな処理と場所の特性に触発された自由フォルムの使用といったアプローチは、コパカバーナビーチのプロムナードに沿って導かれる。ここでは、アベニーダアトランティカに沿って海風に強い木やヤシの木が木立を形成する。巨大かつ抽象的なキャンバスを形成するポルトガル石のモザイク模様で区切っており、その中の遊歩道に沿った部分は同じとはならない。ホテルのバルコニーから見たこの「絵画」は、ビーチに沿って乗る人に絶え間ない進化の視点を提供し、モザイクパターンは、ビーチプロムナードの4キロメートルすべてをカバーしている。マングローブと大西洋岸森林の間に位置するリオデジャネイロ市西部のブール・マルクスの作品群は2021年にユネスコ世界遺産に登録された。
- オスカー・ニーマイヤーが設計したブラジリア公共施設の景観設計・庭園設計に協力。
- ブラジル陸軍省 ウォーターガーデン　1970年
- ブラジル外務省ビルディングのランドスケープ。
- ブラジル文部省庁舎屋上庭園 1937年
- ブラジル再保険協会庁舎屋上庭園 1939年
- リオ計画　1933年から1948年
- サントス・ドゥモント空港
- アラーハ公園
- サンパウロ大学校庭
- リオ・カナダ大使館庭園
- サンタバーバラ・バートン・トルメイン邸庭園。1948年
- オデッラ・モンテイロ庭園（現ルイス・セザール・フェルナンデス邸）リオデジャネイロ　1948年
- イビラプエラ公園　サンパウロ市 1954年
- コパカバーナ・プロムナード景観設計 - 4キロメートルの大規模なモザイクパターン街路 1970年完成。リオデジャネイロで有名なビーチ。
- フラメンゴ公園 - 大規模な埋め立て地に建てられる。リオデジャネイロ　1965年
- ベネチアン宮殿エントランス。大規模なスケール。
- エステ公園。ベネズエラ・カラカス
- ペンシルベニア州カスケード・ガーデンとロングウッド・ガーデン
- ビスケーン大通り。フロリダ州マイアミ（死後に完成）
- ペルー広場。ブエノスアイレス（現在は解体）
- クアラルンプール市内中央公園。マレーシア・クアラルンプール
- クアラルンプール国際空港ペトロナスツインタワー下の植栽（インドネシア、シーザー・ペリ&アソシエーツと協同、1993年）
- ユネスコ庭園のパティオ（フランス・パリ）
- ポンピドゥーセンター4階テラス
- パンプーリャの近代建築群 オスカー・ニーマイヤーらと共同設計による計画地区。世界文化遺産に登録されている。
- 1930年から1934年 - リオデジャネイロ、ベラスアルテス国立公園
- 1932- リオデジャネイロのシュワルツ家の造園プロジェクト
- 1937- レシフェ最初の生態公園
- 1953- ブラジル大学、リオデジャネイロシテ大学庭園プロジェクト
- 1953- ベロオリゾンテのパンプーリャ・エアポートガーデンプロジェクト
- 1955- リオデジャネイロ近代美術館景観プロジェクト-MAM / RJ
- 1961- ブラジリア 記念碑軸造園プロジェクト
- 1961- リオデジャネイロ、アテロ・ド・フラメンゴの造園
- 1968- ワシントンDCのブラジル大使館の景観プロジェクト（ 米国 ）
- 1970- カルナック宮殿景観プロジェクト、ピアウイ政府公式業務
- 1990- イパチンガ / MGのイパネマ公園景観プロジェクト